# Moshood Abiola
Moshood Kashimawo Olawale Abiola, född 24 augusti 1937 i Abeokuta, Nigeria, död 7 juli 1998, var en nigeriansk företagare och politiker.
Abiola var den socialdemokratiske kandidaten vid presidentvalet i Nigeria 1993. När rösträkningen visade att Abiola skulle vinna annullerade militärregeringen valet. Abiola arresterades 1994 efter att ha krävt att installeras som Nigerias president, och satt fängslad till sin död.